# Oligota puncticollis
Oligota puncticollis är en skalbaggsart som beskrevs av Thomas Casey 1911. Oligota puncticollis ingår i släktet Oligota och familjen kortvingar. Inga underarter finns listade i Catalogue of Life.